# Вольдег
Вольдег (нім. Woldegk) — місто в Німеччині, розташоване в землі Мекленбург-Передня Померанія. Входить до складу району Мекленбургіше-Зенплатте. Центр об'єднання громад Вольдег.
Площа — 146,39 км2. Населення становить 4308 ос. (станом на 31 грудня 2020).